# Горная каракара
Горная каракара (лат. Phalcoboenus megalopterus) — вид хищных птиц из семейства соколиных (Falconidae). Подвидов не выделяют. Распространены в Эквадоре, Перу, Боливии, Аргентине и Чили. Обитает в открытых местах на больших высотах, преимущественно в пуне. Питается на земле, часто группами. Всеяден, в состав рациона входят грызуны, птицы, членистоногие, отбросы и падаль. Гнездится на скалах или искусственных сооружениях, используя для строительства гнезда любые доступные материалы.

## Описание
Каракара среднего размера с длиной тела от 47 до 55 см и длиной крыла от 36 до 41,5 см. Самцы весят около 800 г, самки немного меньше. Половой диморфизм в окраске не выражен. Общая окраска тела — чёрная, в том числе горло, грудь и бока. Живот и подхвостье напротив белого цвета. Крылья также чёрные, с небольшими белыми пятнами на плечах и белыми точками на некоторых основных перьях. Хвост чёрный с белым кончиком. Кожа на неоперённых частях лица не морщинистая, оранжево-красного цвета. Ноги оранжево-жёлтые. У неполовозрелых особей оперение коричневого цвета с белыми пятнами.

## Биология

### Питание
Горная каракара считается самым нетипичным хищником. В состав рациона входят крупные членистоногие, молодые грызуны или птицы; также падаль и отбросы. Часто собирается в большом количестве (даже сотнями особей) вблизи городов (иногда вместе с грифами), чтобы питаться отбросами. Даже летает за движущимися транспортными средствами, чтобы забрать выброшенные отходы. Таким образом, заполняет нишу крупных врановых в сопоставимой среде обитания Северного полушария. Хорошо летает, но питается только на земле, при этом при перемещении птицы царапаются или топают, чтобы потревожить насекомых.

### Размножение
На севере ареала сезон размножения продолжается с октября по декабрь, а на юге, вероятно, до марта — апреля. Гнездо располагается на выступе высокой скалы или небольшом скальном выступе, а иногда на бетонных опорах электроснабжения или подобных сооружениях. Гнёзда могут быть или совсем небольшими, или же более основательными, глубиной до 20 см, сооружённые из прутьев или палочек с вплетенной в них шерстью ламы или овцы. В кладке два яйца, иногда три. Птенцы становятся независимыми к марту, хотя после этого они могут оставаться со своими родителями в течение нескольких месяцев.